# Leiopus masaoi
Leiopus masaoi är en skalbaggsart som beskrevs av Tomohiko Tamura 1992. Leiopus masaoi ingår i släktet Leiopus och familjen långhorningar. Inga underarter finns listade i Catalogue of Life.